# 哈尔滨金河湾湿地植物园
哈尔滨金河湾湿地植物园位于黑龙江省哈尔滨市市区北部松北区三环路和四环路之间，占地面积3.5平方公里，是哈尔滨市水生态保护、修复的示范区，现为国家4A级旅游风景区、国家级水利风景区。